# ميخائيل جيبسون
ميخائيل جيبسون (بالإنجليزية: Michael Gibson)‏ (1 مارس 1963 بأستراليا - ) هو لاعب كرة قدم أسترالي في مركز حراسة المرمى، شارك في الألعاب الأولمبية الصيفية 1988. وشارك مع منتخب أستراليا لكرة القدم. أما مع النوادي، فقد لعب مع ماركوني ستاليونز ونادي سيدني أوليمبيك ونادي سيدني يونايتد 58 وسانت جورج ساينتس ‏ وبانكستاون باريز ‏ ونادي بلاكتاون سيتي وBonnyrigg White Eagles FC ‏ وباراماتا باور ‏ وPenrith City SC ‏ ونيوكاسل بريكرز.

## وصلات خارجية
- ميخائيل جيبسون على موقع ناشيونال فوتبول تيمز (الإنجليزية)
- ميخائيل جيبسون على موقع أوليمبيديا (الإنجليزية)